# Los bochincheros
Los bochincheros fue un programa de televisión infantil chileno emitido entre 1976 y 1982 en el Canal 9 de la Universidad de Chile (posteriormente Teleonce —debido al cambio a la frecuencia 11 en abril de 1980—, actual Chilevisión). 
Se emitía en horario de la tarde de lunes a viernes. La conducción estuvo a cargo de Domingo Sandoval Lira, quien interpretaba al "Tío Memo"; su entonces esposa, María Pastora Campos Cartes, la "Tía Pucherito"; Marta Vergara Sendra, la "Tía Huichipirichi" y otros personajes que variaron con el transcurso de los años.
El programa fue famoso principalmente porque rompió con los esquemas de programas infantiles hasta ese momento. Con una platea abarrotada de menores de edad, el Tío Memo y la Tía Pucherito se encargaban de hacerlos cantar y gritar en un verdadero megacumpleaños.
Canciones como «La colita es mía», «Eco», «Hola Don Pepito, Hola Don José», «El auto de papá», «Manolito zapatero», «Caracol, Caracol, Hola, Hola». entre otras, se hicieron muy conocidas y aun continúan en la memoria de quienes fueron niños por esa época.
Uno de los segmentos más recordados del programa lo constituyó el "Club de Dadores Voluntarios de Chupetes", campaña que llevó adelante el programa con el objetivo de que los niños mayores de un año dejaran en forma voluntaria la costumbre de usar chupete, por las deformaciones que este artículo provocaba en su dentadura.
En una entrevista de 2004, Domingo Sandoval explica que el programa ha permanecido en la memoria colectiva porque fue "el único programa de la televisión para niños cuya única pretensión fue hacerlos felices, en vez de enseñarles y meterles cuestiones". Lo anterior se reafirma dado que en el estudio, cada vez que finalizaba una canción, el Tío Memo alentaba al particular auditorio con su famoso "¡Ooohhh, chicoooos!", el que era respondido obviamente, con un estruendoso "ooohhh" del público infantil asistente.
El estilo del programa fue similar a "Cacho Bochinche" un programa infantil uruguayo que estaba en el aire desde 1972, su conductor Cacho de la Cruz era conocido de Domingo Sandoval.